# Thanatus coreanus
Thanatus coreanus är en spindelart som beskrevs av Paik 1979. Thanatus coreanus ingår i släktet Thanatus och familjen snabblöparspindlar. Inga underarter finns listade i Catalogue of Life.